# Пилипчук Руслан Петрович
Руслан Петрович Пилипчук (17 березня 1970, Березне, Рівненська область, УРСР) — міський голова міста Березне.

## Біографія
Народився 17 березня 1970 року в місті Березне Рівненської області.

### Освіта
В 1977—1987 роках навчався в Березнівській середній школі № 2.
З 1987 року по 1991 рік навчався у Сімферопольському вищому військово-політичному будівельному  училищі яке закінчив з відзнакою.
2011-го року закінчив Львівський регіональний інститут державного управління Національної академії державного управління при Президентові України, здобув кваліфікацію магістр державного управління. 

### Трудова діяльність
У 1991—2006 роках проходив військову службу в Державній прикордонній службі України. 
З квітня по грудень 2007 року був заступником керівника апарату Березнівської РДА.
З грудня 2007 року по червень 2009 року був першим заступником голови Березнівської РДА.
З липня 2009 року по травень 2010 року був заступником начальника з якості Служби автомобільних доріг в Рівненській області.
З червня 2010 року по жовтень 2011 року був першим заступником голови Березнівської РДА.
У 2015—2020 роках — Березнівський міський голова.
25 жовтня 2020 року був обраний Березнівським міським головою  територіальної громади.

## Нагороди
- Орден «За мужність» III ступеня (22 серпня 1998) — за зразкове виконання військового і службового обов'язку, виявлені при цьому мужність, високий професіоналізм та з нагоди 7-ї річниці незалежності України[1][2].
- Орден «За заслуги» III ступеня (6 грудня 2024) — за вагомий особистий внесок у державне будівництво, розвиток місцевого самоврядування, самовіддане виконання службового обов'язку в умовах воєнного стану, вірність Українському народові[3].